# アブレイズ
『アブレイズ』（原題：ABLAZE）は、アメリカ合衆国の映画作品。

## あらすじ
ある日メイズ製油所で火災が発生し、その火の手は消防隊の努力もむなしく、下水を通じて都心部にまで伸びていった。
そんな中、けが人の手当てが行われていたメイズ総合病院には、テレビ局が取材に来ていた。

## キャスト
| 役名                     | 俳優                           | 日本語吹替 |
| ------------------------ | ------------------------------ | ---------- |
| ジャック・トーマス       | ジョン・ブラッドリー           | 山野井仁   |
| アルバート・デニング     | アイス・T                      |            |
| ジェニファー・ルイス     | アマンダ・ペイズ               | 佐藤しのぶ |
| ウェンデル・メイズ       | トム・アーノルド               |            |
| ダニエルズ               | マイケル・ダディコフ           | 松本保典   |
| スチュアート             | パット・ハリントン・Jr         |            |
| エリザベス・シャーマン   | キャリー・リー・クロスビー     |            |
| フィリップス市長         | エドワード・アルバート         | 若本規夫   |
| アンドリュー・トーマス   | ラリー・ポインデクスター       |            |
| グウェン・クリストファー | ドリアン・ロピント             |            |
| ティム・ヴェスター       | クリスチャン・オリヴァー       |            |
| スコット                 | マイケル・トルッコ             | 羽多野渉   |
| サム・デイヴィス署長     | マイケル・カヴァノー           | 品川徹     |
| ウィンズロー             | メアリー・ジョー・キャトレット | 前田敏子   |

- その他の声の吹き替え：大黒和広／長嶝高士／小森仁／仲野裕／竹村叔子／中嶋聡彦／滝沢久美子／幸田夏穂／佐藤晴男／西村江太郎／須藤由美子